# Minden, minden
A Minden, minden (eredeti cím: Everything, Everything) 2017-ben bemutatott amerikai romantikus filmdráma, amelyet Stella Meghie rendezett. A film forgatókönyvét J. Mills Goodloe írta, a zenéjét pedig Ludwig Göransson szerezte. 
Magyarországon 2017. augusztus 3-án mutatták be, az Egyesült Államokban pedig 2017. május 19-én. A film Nicola Yoon azonos című könyve alapján készült.

## Szereplők
| Szereplő | Színész           | Magyar hang          |
| --- | ----------------- | -------------------- |
| Maddy Whittier | Amandla Stenberg  | Eke Angéla           |
| Olly Bright | Nick Robinson     | Baráth István        |
| Pauline | Anika Noni Rose   | Kisfalvi Krisztina   |
| Carla | Ana de la Reguera | Németh Borbála       |
| Kayra | Taylor Hickson    | Koller Virág         |
| Rosa | Danube Hermosillo | Kardos Eszter        |
| Joe | Dan Payne         | Gubányi György       |
| Dr. Chase | Peter Benson      | Turi Bálint          |
| Dr. Francis | Françoise Yip     | Bertalan Ágnes       |
| Janet nővér | Marion Eisman     | Menszátor Magdolna   |
| Loretta Castorini | Cher              | Andresz Kati         |
| Ronny Cammareri | Nicolas Cage      | Szabó Sipos Barnabás |
| További magyar hangok |                   |                      |
| Anga Kakszi István, Bálint Adrienn, Bárány Virág, Bordás János, Formán Bálint, Kis-Kovács Luca, Mohácsi Nóra, Szabó Andor |                   |                      |